# 白斑尾柳莺
白斑尾柳莺（学名：Phylloscopus ogilviegranti）为柳莺科柳莺属的鸟类。该物种的模式产地在缅甸。

## 亚种
- 白斑尾柳莺西南亚种（学名：Phylloscopus ogilviegranti disturbans）。在中国大陆，分布于四川、云南、贵州、湖南等地。该物种的模式产地在云南。[3]
- 白斑尾柳莺挂墩亚种（学名：Phylloscopus ogilviegranti ogilviegranti）。在中国大陆，分布于福建等地。该物种的模式产地在福建。[4]